# مقاطعة غورانبوي
غورانبوي (بالأذرية: Goranboy) هي مقاطعة في أذربيجان. خلال الحقبة السوفيتية كانت المنطقة معروفة بمنتجع نفتالان للعلاج الزيتي، لكن بالتقسيم الإداري فإن نافتالان تعتبر مدينة مستقلة. نافتالان عادت للعمل مرة أخرى بعد عدة سنوات من التوقف بعدما امتلأت المنتجعات من اللاجئين من حرب مرتفعات قرة باغ. في أعقاب القتال خلال 1991-1992 فإن هناك منطقة شريطية صغيرة في جنوب المقاطعة يتم التحكم بها من قبل قوات الأرمن في مرتفعات قرة باغ .[بحاجة لمصدر] النصف الجنوبي من المقاطعة تطالب بها جمهورية مرتفعات قرة باغ المنفصلة لتصبح ضمن مقاطعة شاهوميان.